# العدن الأعلى (الظهار)

تعديل مصدري - تعديل

العدن الأعلى هي إحدى قرى عزلة ثواب الأسفل بمديرية الظهار التابعة لمحافظة إب، بلغ تعداد سكانها 296 نسمة حسب تعداد اليمن لعام 2004.